# 大城子镇 (北京市)
大城子镇是中国北京市密云区下辖的一个镇，位于区境东部，紧邻河北省兴隆县。

## 行政区划
大城子镇下辖以下地区：
宏城社区、北沟村、梯子峪村、墙子路村、南沟村、下栅子村、苍术会村、柏崖村、程各庄村、庄户峪村、张庄子村、杨各庄村、高庄子村、大城子村、聂家峪村、方耳峪村、后甸村、王各庄村、河下村、庄头村、大龙门村、碰河寺村和张泉村。